# Shotgun house

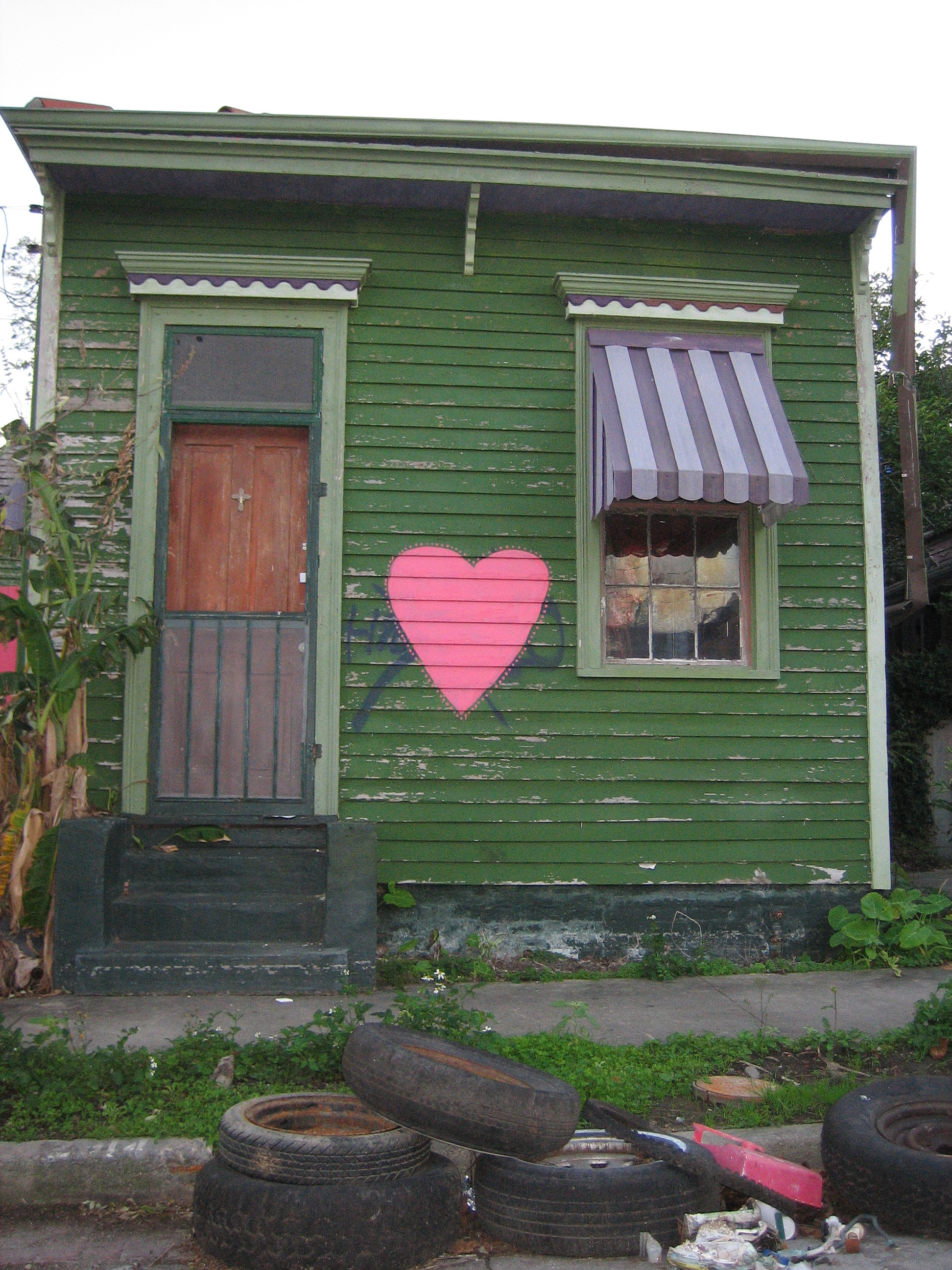
Une modeste shotgun house à La Nouvelle-Orléans peu de temps après le passage de l'ouragan Katrina. Les shotgun houses se caractérisent par leur structure rectangulaire étroite.

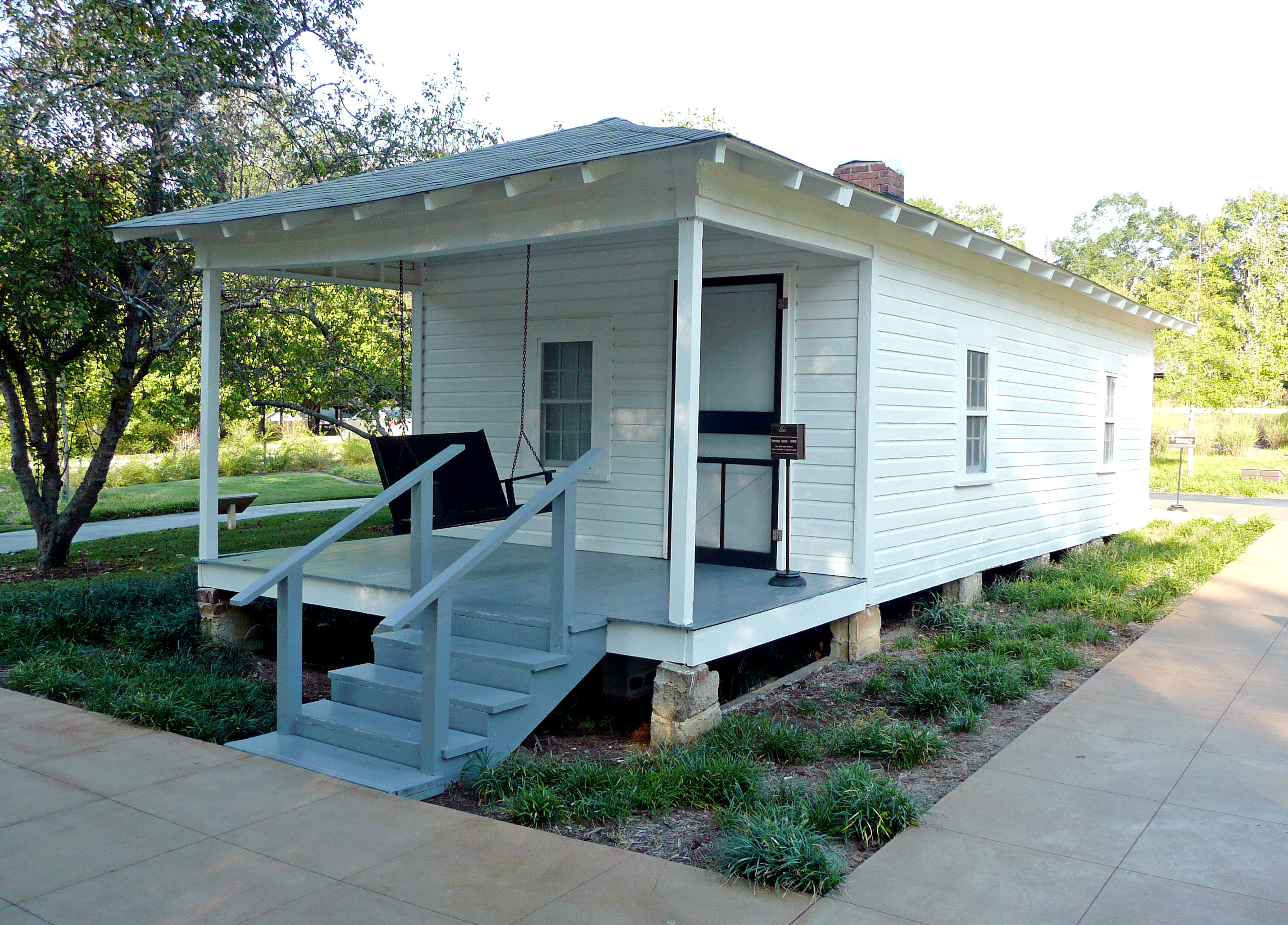
Maison natale d'Elvis Presley à Tupelo, dans l'État du Mississippi.

La shotgun house (parfois nommée shotgun shack, shotgun cottage ou railroad apartments) est un type de maison américaine. Dans le Sud des États-Unis, ce style est celui de la majeure partie des maisons bâties entre la fin de la guerre de Sécession (1861-1865) et les années 1920. 

## Présentation

### Historique
Ce type de maison est d'abord apparu à La Nouvelle-Orléans, mais on en trouve aussi à Chicago, en Californie ou à Key West, en Floride. Les shotgun houses restent aujourd'hui encore les logements individuels les plus répandus dans de nombreuses villes du Sud des États-Unis. À l'origine, la shotgun house était adoptée aussi bien par la classe moyenne que par les couches sociales plus défavorisées, mais elle est devenue, à partir des années 1950, un symbole de pauvreté. L'opinion quant à ces habitations et leur devenir est aujourd'hui partagée : certaines maisons sont rasées dans le cadre de programmes de renouvellement urbain, tandis que d'autres se voient classées sites protégés dans le cadre de mesures de préservation du patrimoine historique national, et que d'autres encore sont rénovées à l'occasion de l'embourgeoisement de certains quartiers.

### Caractéristiques
Les shotgun houses se caractérisent par leur structure rectangulaire, leur forme en longueur, leur étroitesse en largeur (3,50 mètres tout au plus) et la présence de portes aux deux extrémités de la maison, à l'avant et à l'arrière. Elles comportent de trois à cinq pièces placées en enfilade, sans couloir ni vestibule. Sachant que le terme shotgun signifie en anglais « fusil de chasse », on entend souvent dire que leur nom, qui était déjà en usage en 1903 mais qui s'est répandu surtout à compter du début des années 1940, exprimerait de manière imagée cette spécificité architecturale : ainsi, étant donné la disposition en enfilade des pièces et des portes, si l'on tirait un coup de feu (avec un shotgun) dans la porte d'entrée, la balle traverserait d'une traite cette porte et la maison, pour ressortir par la porte de derrière. Cependant, cette explication est probablement plus pittoresque que réellement fondée et certains avancent que le terme shotgun pourrait plus vraisemblablement correspondre à l'adaptation sémantique d'un terme africain anglicisé, le mot togun signifiant « maison » en yoruba, une langue nigéro-congolaise, et ainsi, par conséquent, sur le plan de l'architecture, refléter un héritage africain.

### Variantes
Il existe plusieurs variantes de shotgun houses, certaines d'entre elles possédant des caractéristiques spécifiques en termes d'espace et de fonctionnalités. Qui plus est, bon nombre de shotgun houses ont fait l'objet de travaux au fil des générations de leurs occupants, en vue d'être adaptées à leurs attentes et à leurs besoins. Les plus anciennes ont évidemment été construites sans installation de plomberie intérieure : en pareil cas, les canalisations ont le plus souvent été rajoutées ultérieurement, parfois de bric et de broc. Les shotgun houses de type double-barrel (« double canon ») se composent de deux maisons mitoyennes, cette disposition permettant de caser davantage de maisons sur une superficie donnée. Les shotgun houses de type camelback (« dos de chameau ») se caractérisent par la présence d'un étage à l'arrière de la maison.
Il arrive aussi, dans le cadre de rénovations, que l'architecture des pièces soit entièrement modifiée pour permettre l'incorporation de couloirs ou de vestibules.